# اريك ويكس
اريك ويكس (بالإنجليزية: Eric Wicks)‏ هو لاعب كرة قدم أمريكية أمريكي، ولد في 19 مارس 1985 في بيتسبرغ في الولايات المتحدة.